# 昆明-蒙特利尔全球生物多样性框架

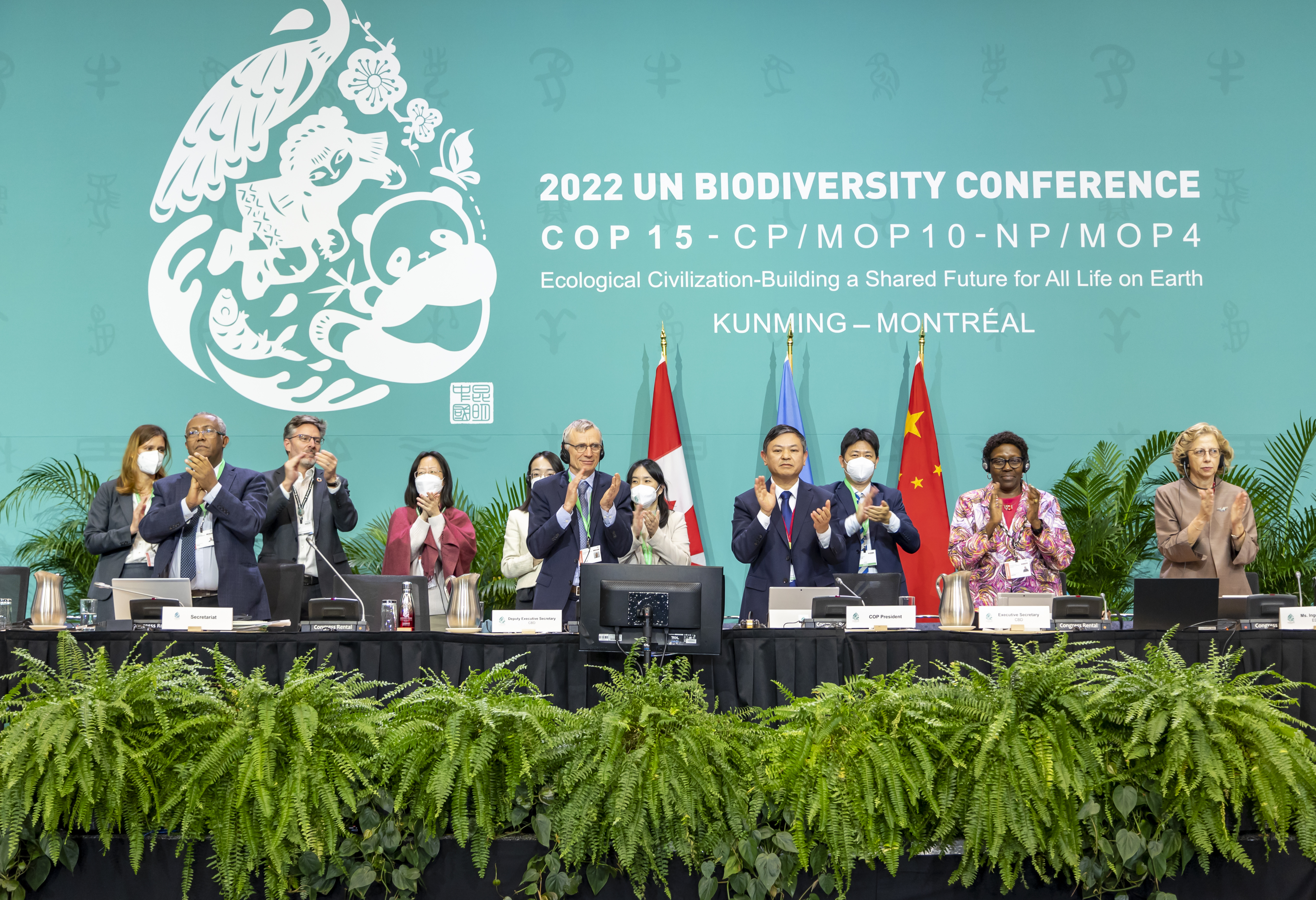
2022年12月19日宣布通过《昆明-蒙特利尔全球生物多样性框架》的时刻

《昆明-蒙特利尔全球生物多样性框架》（简称昆蒙框架）是2022年联合国生物多样性大会的成果。 其暂定名称为"2020年后全球生物多样性框架"。《昆蒙框架》于2022年12月19日由《生物多样性公约》第十五次缔约方大会通过。这是《生物多样性公约》主持下达成的少数协议之一，也是迄今为止最重要的协议之一。 它被誉为“一个巨大的历史性时刻”和“我们星球和全人类的重大胜利。”
该框架以两个城市命名：昆明和蒙特利尔。原定于2020年10月在昆明举办第十五次缔约方大会，但由于中国的新冠政策而推迟，随后中国放弃了主办方的职责。第十五次缔约方大会后在蒙特利尔召开。

## 制定历程
2016年《生物多样性公约》第十三次缔约方大会授权启动“2020年后全球生物多样性框架”磋商。2018年第十四次缔约方大会授权设立不限成员名额工作组开展筹备工作，进行框架草案的编写。
2022年第十五次缔约方大会第二阶段会议期间，因框架目标、资金和执行机制等问题，谈判一度陷入僵持。在第二阶段会议高级别会议开幕后，在大会主席国中国和东道国加拿大的斡旋及谈判各方的妥协下，最终于2022年12月19日凌晨通过了《昆明-蒙特利尔全球生物多样性框架》。

## 内容
昆蒙框架包含4个长期目标（“2050年全球长期目标”）和23个行动目标（“2030年全球行动目标”）。
4个长期目标是：
1. 到2050年，所有生态系统的完整性、连通性和复原力得到维持、增强或恢复，大幅度增加自然生态系统的面积；已知受威胁物种的人为灭绝得到制止，到2050年，所有物种的灭绝率和风险减少10倍，本地野生物种的数量增加到健康和有复原力的水平；野生和驯化物种种群内的遗传多样性得以维持，从而保护它们的适应潜力。
2. 到2050年，生物多样性得到可持续利用和管理，自然对人类的贡献，包括生态系统功能和服务的贡献得到重视、维持和加强，目前正在下降的生态系统得到恢复，促进实现可持续发展，造福今世后代。
3. 到2050年，根据关于获取和惠益分享的国际文书，通过利用遗传资源、遗传资源数字序列信息、与遗传资源相关的传统知识（如适用）所产生的货币和非货币惠益得到公正公平分享，包括酌情与土著人民和地方社区分享，并有大幅增加，同时确保与遗传资源相关的传统知识得到适当保护，从而促进生物多样性的保护和可持续利用。
4. 全面执行《昆明-蒙特利尔全球生物多样性框架》所需的充分执行手段，包括财政资源、能力建设、科技合作、获取和转让技术得到保障并公平提供给所有缔约方，尤其是发展中国家，特别是最不发达国家和小岛屿发展中国家以及经济转型国家，逐步缩小每年7000亿美元的生物多样性资金缺口，并使资金流动与《昆明-蒙特利尔全球生物多样性框架》和2050年生物多样性愿景保持一致。

23个行动目标分为3类, 包括: 减少对生物多样性的威胁、通过可持续利用和惠益分享满足人类需求以及执行工作和主流化的工具和解决方案。